# Liste des aéroports les plus fréquentés du monde par nombre de passagers
Le classement des 30 aéroports les plus fréquentés du monde par nombre de passagers est fourni par le Conseil international des aéroports. Un passager est décrit comme quelqu'un qui arrive, part ou transite par un aéroport.
Le Conseil international des aéroports donne les chiffres suivants :

## En graphique

### 10 premiers
Le graphique qui aurait dû être présenté ici ne peut pas être affiché car il utilise l'ancienne extension Graph, désactivée pour des questions de sécurité. Des indications pour créer un nouveau graphique avec la nouvelle extension Chart sont disponibles ici.

Voir la requête brute et les sources sur Wikidata.

### 20 premiers
Le graphique qui aurait dû être présenté ici ne peut pas être affiché car il utilise l'ancienne extension Graph, désactivée pour des questions de sécurité. Des indications pour créer un nouveau graphique avec la nouvelle extension Chart sont disponibles ici.

Voir la requête brute et les sources sur Wikidata.

## Classement 2023
| Rang | Aéroport                                          | Situation                               | Pays                | Code (IATA/ICAO) | Nombre de Passagers | Rang Évolution | % Évolution |
| ---- | ------------------------------------------------- | --------------------------------------- | ------------------- | ---------------- | ------------------- | -------------- | ----------- |
| 1.   | Atlanta H.-Jackson                                | Atlanta, Géorgie                        | États-Unis          | ATL/KATL         | 104 653 451         | Stable         | 11,7 %      |
| 2.   | Dubaï                                             | Garhoud, Dubai, Dubaï                   | Émirats arabes unis | DXB/OMDB         | 86 994 365          | 3              | 31,7 %      |
| 3.   | Dallas-Fort Worth                                 | Dallas–Fort Worth, Texas                | États-Unis          | DFW/KDFW         | 81 755 538          | 1              | 11,4 %      |
| 4.   | Londres Heathrow                                  | Hillingdon, Londres                     | Royaume-Uni         | LHR/EGLL         | 79 183 364          | 4              | 28,5 %      |
| 5.   | Tokyo Haneda                                      | Ōta, Tokyo                              | Japon               | HND/RJTT         | 78 719 302          | 11             | 55,1 %      |
| 6.   | Denver                                            | Denver, Colorado                        | États-Unis          | DEN/KDEN         | 77 837 917          | 3              | 12,3 %      |
| 7.   | Istanbul                                          | Arnavutköy, Istanbul                    | Turquie             | IST/LTFM         | 76 027 321          | Stable         | 18,3 %      |
| 8.   | Los Angeles                                       | Los Angeles (Californie)                | États-Unis          | LAX/KLAX         | 75 050 875          | 2              | 13,8 %      |
| 9.   | Chicago O'Hare                                    | Chicago, Illinois                       | États-Unis          | ORD/KORD         | 73 894 226          | 5              | 8,1 %       |
| 10.  | Delhi Indira-Gandhi                               | Palam, Delhi                            | Inde                | DEL/VIDP         | 72 214 841          | 1              | 21,4 %      |
| 11.  | Aéroport de Paris-Charles-de-Gaulle               | Roissy-en-France, Île-de-France         | France              | CDG/LFPG         | 67 421 316          | 1              | 17,3 %      |
| 12.  | Canton-Baiyun                                     | Baiyun-Huadu, Canton, Guangdong         | Chine               | CAN/ZGGG         | 63 169 169          | ?              | 142,0 %     |
| 13.  | New York‑JFK                                      | Queens, New York, New York              | États-Unis          | JFK/KJFK         | 62 464 331          | 2              | 13,0 %      |
| 14.  | Amsterdam-Schiphol                                | Haarlemmermeer, Hollande-Septentrionale | Netherlands         | AMS/EHAM         | 61 889 586          | 1              | 18,0 %      |
| 15.  | Madrid-Barajas                                    | Madrid                                  | Spain               | MAD/LEMD         | 60 181 604          | Stable         | 18,9 %      |
| 16.  | Francfort                                         | Francfort, Hesse                        | Allemagne           | FRA/EDDF         | 59 355 389          | 2              | 21,3 %      |
| 17.  | Singapour-Changi                                  | Changi (en), East Region                | Singapore           | SIN/WSSS         | 58 946 000          | 19             | 83,1 %      |
| 18.  | Orlando International Airport                     | Orlando, Floride                        | États-Unis          | MCO/KMCO         | 57 735 726          | 1              | 15,1 %      |
| 19.  | Harry Reid International Airport                  | Las Vegas, Nevada                       | États-Unis          | LAS/KLAS         | 57 666 456          | 7              | 9,4 %       |
| 20.  | Seoul Incheon International Airport               | Incheon                                 | South Korea         | ICN/RKSI         | 56 235 412          | ?              | 213,8 %     |
| 21.  | Shanghai Pudong International Airport             | Pudong, Shanghai                        | Chine               | PVG/ZSPD         | 54 476 397          | ?              | 284,2 %     |
| 22.  | Charlotte Douglas International Airport           | Charlotte, North Carolina               | États-Unis          | CLT/KCLT         | 53 445 770          | 3              | 11,9 %      |
| 23.  | Beijing Capital International Airport             | Chaoyang-Shunyi, Pékin                  | Chine               | PEK/ZBAA         | 52 879 156          | ?              | 316,2 %     |
| 24.  | Shenzhen Bao'an International Airport             | Bao'an, Shenzhen, Guangdong             | Chine               | SZX/ZGSZ         | 52 734 934          | ?              | 144,6 %     |
| 25.  | Miami International Airport                       | Miami-Dade County, Floride              | États-Unis          | MIA/KMIA         | 52 340 934          | 11             | 3,3 %       |
| 26.  | Suvarnabhumi Airport of Bangkok                   | Racha Thewa, Bangkok metro              | Thailand            | BKK/VTBS         | 51 699 104          | 24             | 79,8 %      |
| 27.  | Chhatrapati Shivaji Maharaj International Airport | Santacruz-Sahar, Bombay, Maharashtra    | India               | BOM/VABB         | 51 589 040          | 1              | 34,6 %      |
| 28.  | Seattle–Tacoma International Airport              | SeaTac, Washington                      | États-Unis          | SEA/KSEA         | 50 877 260          | 7              | 10,7 %      |
| 29.  | San Francisco International Airport               | San Mateo County, Californie            | États-Unis          | SFO/KSFO         | 50 196 094          | 5              | 18,7 %      |
| 30.  | Aéroport Josep Tarradellas Barcelone-El Prat      | Barcelone                               | Spain               | BCN/LEBL         | 49 883 928          | 5              | 19,9 %      |
| 31.  | Newark Liberty International Airport              | Newark, New Jersey                      | États-Unis          | EWR/KEWR         | 49 084 774          | 8              | 12,7 %      |
| 32.  | Aéroport international Soekarno-Hatta             | Tangerang, Banten                       | Indonesie           | CGK/WIII         | 49 080 532          | 5              | 23,9 %      |
| 33.  | Sky Harbor                                        | Phoenix, Arizona                        | États-Unis          | PHX/KPHX         | 48 654 432          | 11             | 9,6 %       |
| 34.  | Aéroport international de Mexico                  | Venustiano Carranza, Mexico             | Mexique             | MEX/MMMX         | 48 416 008          | 14             | 4,7 %       |
| 35.  | Kuala Lumpur International Airport                | Sepang, Selangor                        | Malaisie            | KUL/WMKK         | 47 242 468          | ?              | 86,0 %      |
| 36.  | George Bush Intercontinental Airport              | Houston, Texas                          | États-Unis          | IAH/KIAH         | 46 168 662          | 10             | 12,7 %      |
| 37.  | Hamad International Airport                       | Doha                                    | Qatar               | DOH/OTHH         | 45 916 098          | 6              | 28,5 %      |
| 38.  | Ninoy Aquino International Airport                | Pasay/Parañaque, Metro Manila           | Philippines         | MNL/RPLL         | 45 300 322          | 6              | 46,7 %      |
| 39.  | Chengdu Tianfu International Airport              | Chengdu,Sichuan                         | Chine               | TFU/ZUTF         | 44 786 032          | ?              | 237,4 %     |
| 40.  | Toronto Pearson International Airport             | Mississauga, Ontario                    | Canada              | YYZ/CYYZ         | 44 761 805          | 11             | 23,1 %      |
| 41.  | Chongqing Jiangbei International Airport          | Chongqing                               | Chine               | CKG/ZUCK         | 44 657 268          | ?              | 106,1 %     |
| 42.  | King Abdulaziz International Airport              | Jeddah                                  | Arabie Saoudite     | JED/OEJN         | 42 910 407          | 4              | 35,7 %      |
| 43.  | Shanghai Hongqiao International Airport           | Shanghai                                | Chine               | SHA/ZSSS         | 42 492 745          | ?              | 188,8 %     |
| 44.  | Kunming Changshui International Airport           | Kunming, Yunnan                         | Chine               | KMG/ZPPP         | 42 053 214          | ?              | 97,4 %      |
| 45.  | Xi'an Xianyang International Airport              | Xi'an, Shaanxi                          | Chine               | XIY/ZLXY         | 41 371 228          | ?              | 205,1 %     |
| 46.  | São Paulo/Guarulhos International Airport         | São Paulo                               | Brésil              | GRU/SBGR         | 41 307 919          | ?              | 19,8 %      |
| 47.  | Hangzhou Xiaoshan International Airport           | Hangzhou, Zhejiang                      | Chine               | HGH/ZSHC         | 41 170 470          | ?              | 105,5 %     |
| 48.  | Gatwick Airport                                   | Crawley, West Sussex                    | Royaum‑Uni          | LGW/EGKK         | 40 905 856          | 13             | 24,5 %      |
| 49.  | Logan International Airport                       | Boston, Massachusetts                   | États-Unis          | BOS/KBOS         | 40 861 658          | 19             | 13,2 %      |
| 50.  | Tan Son Nhat International Airport                | Ho Chi Minh City                        | Vietnam             | SGN/VVTS         | 40 738 295          | 16             | 18,9 %      |

## Classement 2019
| Rang | Pays | Aéroport                 | Ville                                  | Code AITA | Code OACI | Passagers totaux | Évol° de rang | % Changement |
| ---- | ---- | ------------------------ | -------------------------------------- | --------- | --------- | ---------------- | ------------- | ------------ |
| 1.   | USA  | Atlanta H.-Jackson       | Atlanta (Géorgie)                      | ATL       | KATL      | 110 531 300      | Stable        | 2,9 %        |
| 2.   | PRC  | Pékin-Capitale           | Chaoyang-Shunyi, Pékin                 | PEK       | ZBAA      | 100 013 642      | Stable        | 1,0 %        |
| 3.   | USA  | Los Angeles              | Los Angeles, Californie                | LAX       | KLAX      | 88 068 013       | 1             | 0,6 %        |
| 4.   | UAE  | Dubaï                    | Garhoud, Dubai                         | DXB       | OMDB      | 86 396 757       | 1             | 3,1 %        |
| 5.   | JPN  | Tokyo-Haneda             | Ōta, Tokyo                             | HND       | RJTT      | 85 505 054       | Stable        | 1,7 %        |
| 6.   | USA  | Chicago-O'Hare           | Chicago, Illinois                      | ORD       | KORD      | 84 397 776       | Stable        | 1,4 %        |
| 7.   | GBR  | Londres-Heathrow         | Hillingdon, Londres                    | LHR       | EGLL      | 80 844 310       | Stable        | 0,9 %        |
| 8.   | PRC  | Shanghai-Pudong          | Pudong, Shanghai                       | PVG       | ZSPD      | 76 153 500       | 1             | 2,9 %        |
| 9.   | FRA  | Paris-Charles de Gaulle  | Roissy-en-France, Île-de-France        | CDG       | LFPG      | 76 150 007       | 1             | 5,4 %        |
| 10.  | USA  | Dallas-Fort Worth        | Dallas-Fort Worth (Texas)              | DFW       | KDFW      | 75 066 956       | 5             | 8,6 %        |
| 11.  | PRC  | Canton-Baiyun            | Baiyun-Huadu, Canton, Guangdong        | CAN       | ZGGG      | 73 378 475       | 2             | 5,2 %        |
| 12.  | NED  | Amsterdam                | Haarlemmermeer, North Holland          | AMS       | EHAM      | 71 706 999       | 1             | 0,9 %        |
| 13.  | HKG  | Hong Kong                | Chek Lap Kok, Islands, New Territories | HKG       | VHHH      | 71 541 000       | 5             | 5,4 %        |
| 14.  | KOR  | Séoul-Incheon            | Incheon                                | ICN       | RKSI      | 71 169 516       | 3             | 4,1 %        |
| 15.  | GER  | Francfort                | Frankfurt, Hesse                       | FRA       | EDDF      | 70 560 987       | 1             | 1,5 %        |
| 16.  | USA  | Denver                   | Denver (Colorado)                      | DEN       | KDEN      | 69 015 703       | 4             | 7,0 %        |
| 17.  | IND  | Delhi-Indira Gandhi      | Delhi                                  | DEL       | VIDP      | 68 490 731       | 5             | 1            |
| 18.  | SIN  | Singapour-Changi         | Changi, East Region                    | SIN       | WSSS      | 68 300 000       | 1             | 4,0 %        |
| 19.  | THA  | Bangkok-Suvarnabhumi     | Bang Phli, Samut Prakan                | BKK       | VTBS      | 65 424 697       | 2             | 3,2 %        |
| 20.  | USA  | New York-John F. Kennedy | Queens, New York, New York             | JFK       | KJFK      | 62 551 072       | 2             | 1,1 %        |

## Classement 2018
| Rang | Pays | Aéroport                        | Ville                                  | Code AITA | Code OACI | Passagers totaux | Évol° de rang | % Changement |
| ---- | ---- | ------------------------------- | -------------------------------------- | --------- | --------- | ---------------- | ------------- | ------------ |
| 1.   | USA  | Atlanta H.-Jackson              | Atlanta (Géorgie)                      | ATL       | KATL      | 107 394 029      | Stable        | 3,3 %        |
| 2.   | PRC  | Pékin-Capitale                  | Chaoyang-Shunyi, Pékin                 | PEK       | ZBAA      | 100 983 290      | Stable        | 5,4 %        |
| 3.   | UAE  | Dubaï                           | Garhoud, Dubai                         | DXB       | OMDB      | 89 149 387       | Stable        | 1,0 %        |
| 4.   | USA  | Los Angeles                     | Los Angeles, Californie                | LAX       | KLAX      | 87 534 384       | 1             | 3,5 %        |
| 5.   | JPN  | Tokyo-Haneda                    | Ōta, Tokyo                             | HND       | RJTT      | 87 131 973       | 1             | 2,0 %        |
| 6.   | USA  | Chicago-O'Hare                  | Chicago, Illinois                      | ORD       | KORD      | 83 339 186       | Stable        | 4,4 %        |
| 7.   | GBR  | Londres-Heathrow                | Hillingdon, Londres                    | LHR       | EGLL      | 80 126 320       | Stable        | 2,7 %        |
| 8.   | HKG  | Hong Kong                       | Chek Lap Kok, Islands, New Territories | HKG       | VHHH      | 74 517 402       | Stable        | 2,6 %        |
| 9.   | PRC  | Shanghai-Pudong                 | Pudong, Shanghai                       | PVG       | ZSPD      | 74 006 331       | Stable        | 5,7 %        |
| 10.  | FRA  | Paris-Charles de Gaulle         | Roissy-en-France, Île-de-France        | CDG       | LFPG      | 72 229 723       | Stable        | 4,0 %        |
| 11.  | NED  | Amsterdam                       | Haarlemmermeer, North Holland          | AMS       | EHAM      | 71 053 157       | Stable        | 3,7 %        |
| 12.  | IND  | Delhi-Indira Gandhi             | Delhi                                  | DEL       | VIDP      | 69 900 938       | 4             | 10,2 %       |
| 13.  | PRC  | Canton-Baiyun                   | Baiyun-Huadu, Guangzhou, Guangdong     | CAN       | ZGGG      | 69 769 497       | Stable        | 6,0 %        |
| 14.  | GER  | Francfort                       | Frankfurt, Hesse                       | FRA       | EDDF      | 69 510 269       | Stable        | 7,8 %        |
| 15.  | USA  | Dallas-Fort Worth               | Dallas-Fort Worth (Texas)              | DFW       | KDFW      | 69 112 607       | 3             | 3,0 %        |
| 16.  | KOR  | Séoul-Incheon                   | Incheon                                | ICN       | RKSI      | 68 350 784       | 3             | 10,0 %       |
| 17.  | TUR  | Istanbul                        | Yeşilköy, Istanbul                     | IST       | LTBA      | 68 192 683       | 2             | 6,4 %        |
| 18.  | INA  | Djakarta-S.-Hatta               | Tangerang, Banten                      | CGK       | WIII      | 66 908 159       | 1             | 6,2 %        |
| 19.  | SIN  | Singapour-Changi                | Changi, East Region                    | SIN       | WSSS      | 65 628 000       | 1             | 5,5 %        |
| 20.  | USA  | Denver                          | Denver (Colorado)                      | DEN       | KDEN      | 64 494 613       | Stable        | 5,1 %        |
| 21.  | THA  | Bangkok-Suvarnabhumi            | Bang Phli, Samut Prakan                | BKK       | VTBS      | 63 378 923       | Stable        | 4,1 %        |
| 22.  | USA  | New York-John F. Kennedy        | Queens, New York, New York             | JFK       | KJFK      | 61 909 148       | Stable        | 4,4 %        |
| 23.  | MAS  | Kuala Lumpur                    | Sepang, Selangor                       | KUL       | WMKK      | 59 959 000       | Stable        | 2,4 %        |
| 24.  | ESP  | Madrid-Barajas                  | Barajas, Madrid                        | MAD       | LEMD      | 57 891 340       | 1             | 8,4 %        |
| 25.  | USA  | San Francisco                   | San Mateo County, Californie           | SFO       | KSFO      | 57 793 313       | 1             | 3,5 %        |
| 26.  | PRC  | Chengdu-Shuangliu               | Shuangliu-Wuhou, Chengdu, Sichuan      | CTU       | ZUUU      | 52 950 000       | Stable        | 6,3 %        |
| 27.  | ESP  | Barcelone-El Prat               | Barcelone                              | BCN       | LEBL      | 50 172 457       | 1             | 6,1 %        |
| 28.  | IND  | Bombay-Chhatrapati-Shivaji      | Bombay, Maharashtra                    | BOM       | VABB      | 49 877 918       | 1             | 5,7 %        |
| 29.  | USA  | Seattle-Tacoma                  | SeaTac, Washington                     | SEA       | KSEA      | 49 849 520       | 2             | 6,2 %        |
| 30.  | USA  | Las Vegas-Harry-Reid            | Las Vegas, Nevada                      | LAS       | KLAS      | 49 716 584       | 3             | 2,4 %        |
| 31.  | CAN  | Toronto (Pearson)               | Mississauga, Ontario                   | YYZ       | CYYZ      | 49 507 418       | 1             | 5,0 %        |
| 32.  | PRC  | Shenzhen-Bao'an                 | Bao'an, Shenzhen, Guangdong            | SZX       | ZGSZ      | 49 350 000       | 2             | 8,2 %        |
| 33.  | MEX  | Mexico-B. Juárez                | Venustiano Carranza, Mexico            | MEX       | MMMX      | 47 700 547       | 3             | 6,6 %        |
| 34.  | USA  | Orlando                         | Orlando (Floride)                      | MCO       | KMCO      | 47 696 627       | 5             | 7,2 %        |
| 35.  | PRC  | Kunming-Changshui               | Guandu, Kunming, Yunnan                | KMG       | ZPPP      | 47 090 000       | 2             | 5,3 %        |
| 36.  | TWN  | Taïwan-Taoyuan                  | Dayuan, Taoyuan                        | TPE       | RCTP      | 46 535 180       | 1             | 3,7 %        |
| 37.  | USA  | Charlotte-Douglas               | Charlotte (Caroline du Nord            | CLT       | KCLT      | 46 444 380       | 5             | 1,1 %        |
| 38.  | GER  | Munich-F. J. Strauß             | Freising, Bavière                      | MUC       | EDDM      | 46 253 623       | Stable        | 3,8 %        |
| 39.  | GBR  | Londres-Gatwick                 | Crawley, Sussex de l'Ouest             | LGW       | EGKK      | 46 075 400       | 6             | 1,1 %        |
| 40.  | USA  | Newark-Liberty                  | Newark (New Jersey)                    | EWR       | KEWR      | 46 065 175       | 3             | 6,2 %        |
| 41.  | RUS  | Moscou Chérémétiévo             | Khimki, oblast de Moscou               | SVO       | UUEE      | 45 836 000       | 9             | 14,3 %       |
| 42.  | PHL  | Manille-N. Aquino               | Pasay, Parañaque, Metro Manila         | MNL       | RPLL      | 45 082 544       | 2             | 6,7 %        |
| 43.  | USA  | Miami                           | Miami-Dade County (Floride)            | MIA       | KMIA      | 45 044 312       | 3             | 2,1 %        |
| 44.  | USA  | Phoenix-Sky Harbor              | Phoenix (Arizona)                      | PHX       | KPHX      | 44 943 686       | 3             | 2,2 %        |
| 45.  | PRC  | Xi'an-Xianyang                  | Weicheng, Xianyang, Shaanxi            | XIY       | ZLXY      | 44 653 311       | 1             | 6,2 %        |
| 46.  | AUS  | Sydney-K. Smith                 | Mascot, New South Wales                | SYD       | YSSY      | 44 389 000       | 4             | 5,4 %        |
| 47.  | USA  | Houston-George Bush             | Houston (Texas)                        | IAH       | KIAH      | 43 807 539       | 1             | 7,6 %        |
| 48.  | PRC  | Shanghai-Hongqiao               | Changning-Minhang, Shanghai            | SHA       | ZSSS      | 43 630 000       | 2             | 4,2 %        |
| 49.  | ITA  | Rome Léonard-de-Vinci/Fiumicino | Rome-Fiumicino, Latium                 | FCO       | LIRF      | 42 995 119       | 1             | 4,9 %        |
| 50.  | BRA  | São Paulo/Guarulhos             | Guarulhos (São Paulo)                  | GRU       | SBGR      | 42 831 981       | ?             | 13,4 %       |

## Classement 2017
Les chiffres de ce tableau correspondent à la période du 1er janvier 2017 au 31 décembre 2017 uniquement.
| Rang | Aéroport                   | Emplacement                                        | Pays                         | Code IATA | ICAO | Nombre de passagers | Rang Évolution | % Évolution Tendance |
| ---- | -------------------------- | -------------------------------------------------- | ---------------------------- | --------- | ---- | ------------------- | -------------- | -------------------- |
| 1.   | Atlanta H.-Jackson         | Atlanta (Géorgie)                                  | États-Unis                   | ATL       | KATL | 103 902 992         | en stagnation  | 0,3 %                |
| 2.   | Pékin-Capitale             | Chaoyang-Shunyi, Pékin                             | Chine                        | PEK       | ZBAA | 95 786 442          | en stagnation  | 1,5 %                |
| 3.   | Dubaï                      | Garhoud, Dubai                                     | Émirats arabes unis          | DXB       | OMDB | 88 242 099          | en stagnation  | 5,5 %                |
| 4.   | Tokyo-Haneda               | Ōta, Tokyo                                         | Japon                        | HND       | RJTT | 85 408 975          | 1              | 6,5 %                |
| 5.   | Los Angeles                | Los Angeles, Californie                            | États-Unis                   | LAX       | KLAX | 84 557 968          | 1              | 4,5 %                |
| 6.   | Chicago-O'Hare             | Chicago, Illinois                                  | États-Unis                   | ORD       | KORD | 79 828 183          | en stagnation  | 2,4 %                |
| 7.   | Londres-Heathrow           | Hillingdon, Londres                                | Royaume-Uni                  | LHR       | EGLL | 78 014 598          | en stagnation  | 3,0 %                |
| 8.   | Hong Kong                  | Chek Lap Kok, Hong Kong                            | Chine                        | HKG       | VHHH | 72 665 078          | en stagnation  | 3,4 %                |
| 9.   | Shanghai-Pudong            | Pudong, Shanghai                                   | Chine                        | PVG       | ZSPD | 70 001 237          | en stagnation  | 6,1 %                |
| 10.  | Paris-Charles de Gaulle    | Roissy-en-France, Seine-Saint-Denis, Île-de-France | France                       | CDG       | LFPG | 69 471 442          | en stagnation  | 5,4 %                |
| 11.  | Amsterdam                  | Haarlemmermeer, Hollande-Septentrionale            | Pays-Bas                     | AMS       | EHAM | 68 515 425          | 1              | 7,1 %                |
| 12.  | Dallas-Fort Worth          | Dallas-Fort Worth, Texas                           | États-Unis                   | DFW       | KDFW | 67 092 194          | 1              | 2,3 %                |
| 13.  | Canton-Baiyun              | Baiyun, Guangzhou, Guangdong                       | Chine                        | CAN       | ZGGG | 65 887 473          | 2              | 10,3 %               |
| 14.  | Francfort                  | Francfort, Hesse                                   | Allemagne                    | FRA       | EDDF | 64 500 386          | 1              | 6,1 %                |
| 15.  | Istanbul                   | Yeşilköy, Istanbul                                 | Turquie                      | IST       | LTBA | 63 859 785          | 1              | 5,9 %                |
| 16.  | Delhi-Indira Gandhi        | Delhi                                              | Inde                         | DEL       | VIDP | 63 451 503          | 5              | 14,1 %               |
| 17.  | Djakarta-S.-Hatta          | Cengkareng (en), Banten                            | Indonésie                    | CGK       | WIII | 63 015 620          | 5              | 8,3 %                |
| 18.  | Singapour-Changi           | Changi (en), Singapour                             | Singapour                    | SIN       | WSSS | 62 219 573          | 1              | 6,0 %                |
| 19.  | Séoul-Incheon              | Incheon                                            | Corée du Sud                 | ICN       | RKSI | 62 157 834          | en stagnation  | 7,5 %                |
| 20.  | Denver                     | Denver, Colorado                                   | États-Unis                   | DEN       | KDEN | 61 379 396          | 2              | 5,3 %                |
| 21.  | Bangkok-Suvarnabhumi       | Bang Phli (en), Samut Prakan                       | Thaïlande                    | BKK       | VTBS | 60 860 557          | 1              | 8,9 %                |
| 22.  | New York-John F. Kennedy   | Queens, Ville de New York, New York                | États-Unis                   | JFK       | KJFK | 59 392 500          | 6              | 0,5 %                |
| 23.  | Kuala Lumpur               | Sepang, Selangor                                   | Malaisie                     | KUL       | WMKK | 58 558 440          | 1              | 11,2 %               |
| 24.  | San Francisco              | Comté de San Mateo, Californie                     | États-Unis                   | SFO       | KSFO | 55 822 129          | 1              | 5,1 %                |
| 25.  | Madrid-Barajas             | Madrid                                             | Espagne                      | MAD       | LEMD | 53 386 075          | en stagnation  | 5,9 %                |
| 26.  | Chengdu-Shuangliu          | Shuangliu, Chengdu, Sichuan                        | Chine                        | CTU       | ZUUU | 49 801 693          | 1              | 8,2 %                |
| 27.  | Las Vegas-Harry-Reid       | Las Vegas (Nevada)                                 | États-Unis                   | LAS       | KLAS | 48 566 803          | 1              | 2,3 %                |
| 28.  | Barcelone-El Prat          | Barcelone, Catalogne                               | Espagne                      | BCN       | LEBL | 47 262 826          | 5              | 7,1 %                |
| 29.  | Bombay-Chhatrapati-Shivaji | Bombay, Maharashtra                                | Inde                         | BOM       | VABB | 47 204 259          | en stagnation  | 5,7 %                |
| 30.  | Toronto (Pearson)          | Toronto, Ontario                                   | Canada                       | YYZ       | CYYZ | 47 054 696          | 2              | 6,2 %                |
| 31.  | Seattle-Tacoma             | Seattle, Tacoma (Washington)                       | États-Unis                   | SEA       | KSEA | 46 934 194          | 3              | 2,6 %                |
| 32.  | Charlotte-Douglas          | Charlotte (Caroline du Nord)                       | États-Unis                   | CLT       | KCLT | 45 909 899          | 1              | 3,4 %                |
| 33.  | Londres-Gatwick            | Crawley, Sussex de l'Ouest                         | Royaume-Uni                  | LGW       | EGKK | 45 561 694          | 2              | 5,3 %                |
| 34.  | Shenzhen-Bao'an            | Bao'an, Shenzhen, Guangdong                        | Chine                        | SZX       | ZGSZ | 45 558 409          | 6              | 8,5 %                |
| 35.  | Taïwan-Taoyuan             | Dayuan, Taiyuan, Taiwan                            | Taïwan (République de Chine) | TPE       | RCTP | 44 878 703          | 1              | 6,1 %                |
| 36.  | Mexico-B. Juárez           | Venustiano Carranza, Mexico                        | Mexique                      | MEX       | MMMX | 44 732 418          | 8              | 8,0 %                |
| 37.  | Kunming-Changshui          | Guandu, Kunming, Yunnan                            | Chine                        | KMG       | ZPPP | 44 729 736          | 2              | 6,6 %                |
| 38.  | Munich-F. J. Strauß        | Munich, Bavière                                    | Allemagne                    | MUC       | EDDM | 44 577 241          | 1              | 5,5 %                |
| 39.  | Orlando                    | Orlando, Floride                                   | États-Unis                   | MCO       | KMCO | 44 071 313          | 2              | 6,2 %                |
| 40.  | Miami                      | Comté de Miami-Dade, Floride                       | États-Unis                   | MIA       | KMIA | 44 071 313          | 10             | 1,2 %                |

## Classement 2016
Les chiffres de ce tableau correspondent à la période du 1er janvier 2016 au 31 décembre 2016 uniquement.
| Rang | Aéroport                   | Emplacement                             | Pays                | Code IATA | ICAO | Nombre de passagers | Rang Évolution | % Évolution Tendance |
| ---- | -------------------------- | --------------------------------------- | ------------------- | --------- | ---- | ------------------- | -------------- | -------------------- |
| 1.   | Atlanta H.-Jackson         | Atlanta (Géorgie)                       | États-Unis          | ATL       | KATL | 104 171 935         | en stagnation  | 2,6 %                |
| 2.   | Pékin-Capitale             | Chaoyang-Shunyi, Pékin                  | Chine               | PEK       | ZBAA | 94 393 454          | en stagnation  | 5,0 %                |
| 3.   | Dubaï                      | Garhoud, Dubai                          | Émirats arabes unis | DXB       | OMDB | 83 654 250          | en stagnation  | 7,2 %                |
| 4.   | Los Angeles                | Los Angeles, Californie                 | États-Unis          | LAX       | KLAX | 80 921 527          | 3              | 8,0 %                |
| 5.   | Tokyo-Haneda               | Ōta, Tokyo                              | Japon               | HND       | RJTT | 79 699 762          | en stagnation  | 5,8 %                |
| 6.   | Chicago-O'Hare             | Chicago, Illinois                       | États-Unis          | ORD       | KORD | 78 327 479          | 1              | 1,8 %                |
| 7.   | Londres-Heathrow           | Hillingdon, Londres                     | Royaume-Uni         | LHR       | EGLL | 75 715 474          | 1              | 1,0 %                |
| 8.   | Hong Kong                  | Chek Lap Kok, Hong Kong                 | Chine               | HKG       | VHHH | 70 314 462          | en stagnation  | 3,0 %                |
| 9.   | Shanghai-Pudong            | Pudong, Shanghai                        | Chine               | PVG       | ZSPD | 66 002 414          | 4              | 9,9 %                |
| 10.  | Paris-Charles de Gaulle    | Roissy-en-France, Île-de-France         | France              | CDG       | LFPG | 65 933 145          | 1              | 0,3 %                |
| 11.  | Dallas-Fort Worth          | Dallas-Fort Worth, Texas                | États-Unis          | DFW       | KDFW | 65 670 697          | 1              | 0,2 %                |
| 12.  | Amsterdam                  | Haarlemmermeer, Hollande-Septentrionale | Pays-Bas            | AMS       | EHAM | 63 625 534          | 2              | 9,2 %                |
| 13.  | Francfort                  | Francfort, Hesse                        | Allemagne           | FRA       | EDDF | 60 786 937          | 1              | 0,4 %                |
| 14.  | Istanbul                   | Yeşilköy, Istanbul                      | Turquie             | IST       | LTBA | 60 248 741          | 3              | 1,7 %                |
| 15.  | Canton-Baiyun              | Baiyun, Guangzhou, Guangdong            | Chine               | CAN       | ZGGG | 59 732 147          | 2              | 8,2 %                |
| 16.  | New York-John F. Kennedy   | Queens, New York (État de New York      | États-Unis          | JFK       | KJFK | 58 813 103          | 1              | 3,4 %                |
| 17.  | Singapour-Changi           | Changi (en), Singapour                  | Singapour           | SIN       | WSSS | 58 698 000          | 1              | 5,9 %                |
| 18.  | Denver                     | Denver, Colorado                        | États-Unis          | DEN       | KDEN | 58 266 515          | 1              | 7,9 %                |
| 19.  | Séoul-Incheon              | Incheon                                 | Corée du Sud        | ICN       | RKSI | 57 849 814          | 3              | 17,1 %               |
| 20.  | Bangkok-Suvarnabhumi       | Bang Phli (en), Samut Prakan            | Thaïlande           | BKK       | VTBS | 55 892 428          | en stagnation  | 5,7 %                |
| 21.  | Delhi-Indira Gandhi        | Delhi                                   | Inde                | DEL       | VIDP | 55 631 385          | 4              | 21,0 %               |
| 22.  | Djakarta-S.-Hatta          | Cengkareng (en), Banten                 | Indonésie           | CGK       | WIII | 54 969 536          | 4              | 1,7 %                |
| 23.  | San Francisco              | Comté de San Mateo, Californie          | États-Unis          | SFO       | KSFO | 53 099 282          | 2              | 6,1 %                |
| 24.  | Kuala Lumpur               | Sepang, Selangor                        | Malaisie            | KUL       | WMKK | 52 640 043          | 1              | 7,6 %                |
| 25.  | Madrid-Barajas             | Madrid                                  | Espagne             | MAD       | LEMD | 50 397 928          | 1              | 7,7 %                |
| 26.  | Las Vegas-Harry-Reid       | Las Vegas, Nevada                       | États-Unis          | LAS       | KLAS | 47 496 614          | en stagnation  | 4,5 %                |
| 27.  | Chengdu-Shuangliu          | Shuangliu, Chengdu, Sichuan             | Chine               | CTU       | ZUUU | 46 039 137          | 6              | 9,0 %                |
| 28.  | Seattle-Tacoma             | Seattle, Tacoma, Washington             | États-Unis          | SEA       | KSEA | 45 736 700          | 3              | 8,0 %                |
| 29.  | Bombay-Chhatrapati-Shivaji | Bombay, Maharashtra                     | Inde                | BOM       | VABB | 44 680 555          | 6              | 10,0 %               |
| 30.  | Miami                      | Comté de Miami-Dade, Floride            | États-Unis          | MIA       | KMIA | 44 584 603          | 2              | 0,5 %                |
| 31.  | Charlotte-Douglas          | Charlotte, Caroline du Nord             | États-Unis          | CLT       | KCLT | 44 422 022          | 4              | 1,0 %                |
| 32.  | Toronto (Pearson)          | Toronto, Ontario                        | Canada              | YYZ       | CYYZ | 44 335 198          | 1              | 8,0 %                |
| 33.  | Barcelone-El Prat          | Barcelone, Catalogne                    | Espagne             | BCN       | LEBN | 44 131 031          | 7              | 11,2 %               |
| 34.  | Phoenix-Sky Harbor         | Phoenix, Arizona                        | États-Unis          | PHX       | KPHX | 43 302 381          | 5              | 1,7 %                |
| 35.  | Londres-Gatwick            | Crawley, Sussex de l'Ouest              | Royaume-Uni         | LGW       | EGKK | 43 136 795          | 2              | 7,1 %                |

## Classement 2015
Les chiffres de ce tableau correspondent à la période du 1er janvier 2015 au 31 décembre 2015 uniquement.
| Rang | Aéroport                                             | Emplacement                             | Pays                | Code (IATA/ICAO) | Nombre de Passagers | Rang Évolution | % Évolution Tendance |
| ---- | ---------------------------------------------------- | --------------------------------------- | ------------------- | ---------------- | ------------------- | -------------- | -------------------- |
| 1.   | Aéroport international Hartsfield-Jackson d'Atlanta  | Atlanta (Géorgie)                       | États-Unis          | ATL/KATL         | 101 491 106         | en stagnation  | 5,1 %                |
| 2.   | Aéroport international de Pékin                      | Chaoyang-Shunyi, Pékin                  | Chine               | PEK/ZBAA         | 89 938 628          | en stagnation  | 4,4 %                |
| 3.   | Aéroport international de Dubaï                      | Garhoud, Dubai                          | Émirats arabes unis | DXB/OMDB         | 78 014 841          | 3              | 10,7 %               |
| 4.   | Aéroport international O'Hare de Chicago             | Chicago, Illinois                       | États-Unis          | ORD/KORD         | 76 949 336          | 3              | 9,8 %                |
| 5.   | Aéroport international Haneda de Tokyo               | Ōta, Tokyo                              | Japon               | HND/RJTT         | 75 300 000          | 1              | 3,5 %                |
| 6.   | Aéroport de Londres-Heathrow                         | Hillingdon, Londres                     | Royaume-Uni         | LHR/EGLL         | 74 954 289          | 3              | 2,1 %                |
| 7.   | Aéroport international de Los Angeles                | Los Angeles, Californie                 | États-Unis          | LAX/KLAX         | 74 936 256          | 2              | 6,0 %                |
| 8.   | Aéroport international de Hong Kong                  | Chek Lap Kok, Hong Kong                 | Chine               | HKG/VHHH         | 68 488 000          | 2              | 8,1 %                |
| 9.   | Aéroport Paris-Charles-de-Gaulle                     | Roissy-en-France, Île-de-France         | France              | CDG/LFPG         | 65 766 986          | 1              | 3,1 %                |
| 10.  | Aéroport international de Dallas-Fort Worth          | Dallas-Fort Worth, Texas                | États-Unis          | DFW/KDFW         | 64 174 163          | 1              | 1,0 %                |
| 11.  | Aéroport Atatürk d'Istanbul                          | Yeşilköy, Istanbul                      | Turquie             | IST/LTBA         | 61 322 729          | 2              | 7,7 %                |
| 12.  | Aéroport de Francfort                                | Francfort, Hesse                        | Allemagne           | FRA/EDDF         | 61 032 022          | 1              | 2,5 %                |
| 13.  | Aéroport international de Shanghai-Pudong            | Pudong, Shanghai                        | Chine               | PVG/ZSPD         | 59 700 000          | 6              | 17,7 %               |
| 14.  | Aéroport d'Amsterdam-Schiphol                        | Haarlemmermeer, Hollande-Septentrionale | Pays-Bas            | AMS/EHAM         | 58 284 864          | en stagnation  | 6,0 %                |
| 15.  | Aéroport international John-F.-Kennedy de New York   | Queens, New York (État de New York)     | États-Unis          | JFK/KJFK         | 56 827 154          | 2              | 7,4 %                |
| 16.  | Aéroport international Changi                        | Changi (en)                             | Singapour           | SIN/WSSS         | 55 448 964          | en stagnation  | 2,5 %                |
| 17.  | Aéroport international de Canton Baiyun              | BaiyunHuadu, Guangzhou, Guangdong       | Chine               | CAN/ZGGG         | 55 200 000          | 2              | 0,8 %                |
| 18.  | Aéroport international Soekarno-Hatta                | Cengkareng (en), Banten                 | Indonésie           | CGK/WIII         | 54 053 905          | 6              | 5,5 %                |
| 19.  | Aéroport international de Denver                     | Denver, Colorado                        | États-Unis          | DEN/KDEN         | 54 014 502          | 1              | 1,0 %                |
| 20.  | Aéroport international de Bangkok Suvarnabhumi       | Bang Phli (en), Samut Prakan            | Thaïlande           | BKK/VTBS         | 52 918 785          | 2              | 14,8 %               |
| 21.  | Aéroport international de San Francisco              | Comté de San Mateo, Californie          | États-Unis          | SFO/KSFO         | 50 009 749          | en stagnation  | 5,1 %                |
| 22.  | Aéroport international d'Incheon                     | Incheon                                 | Corée du Sud        | ICN/RKSI         | 49 281 220          | 1              | 8,3 %                |
| 23.  | Aéroport international de Kuala Lumpur               | Sepang, Selangor                        | Malaisie            | KUL/WMKK         | 48 915 655          | 3              | 0,0 %                |
| 24.  | Aéroport international de Madrid-Barajas             | Madrid                                  | Espagne             | MAD/LEMD         | 46 828 279          | 3              | 11,9 %               |
| 25.  | Aéroport international Indira-Gandhi                 | Delhi                                   | Inde                | DEL/VIDP         | 45 981 773          | 7              | 13,0 %               |
| 26.  | Aéroport international McCarran                      | Las Vegas, Nevada                       | États-Unis          | LAS/KLAS         | 45 389 074          | 1              | 5,8 %                |
| 27.  | Aéroport international Charlotte-Douglas             | Charlotte, Caroline du Nord             | États-Unis          | CLT/KCLT         | 44 876 627          | 3              | 0,1 %                |
| 28.  | Aéroport international de Miami                      | Comté de Miami-Dade, Floride            | États-Unis          | MIA/KMIA         | 44 350 247          | 1              | 8,3 %                |
| 29.  | Aéroport international Sky Harbor de Phoenix         | Phoenix, Arizona                        | États-Unis          | PHX/KPHX         | 44 006 205          | 3              | 4,5 %                |
| 30.  | Aéroport intercontinental George-Bush de Houston     | Houston, Texas                          | États-Unis          | IAH/KIAH         | 43 023 224          | 2              | 4,3 %                |
| 31.  | Aéroport international de Seattle-Tacoma             | Seattle, Tacoma, Washington             | États-Unis          | SEA/KSEA         | 42 340 461          | 9              | 12,9 %               |
| 32.  | Aéroport international de Chengdu-Shuangliu          | Shuangliu, Chengdu, Sichuan             | Chine               | CTU/ZUUU         | 42 244 842          | 6              | 12 %                 |
| 33.  | Aéroport international Pearson de Toronto            | Toronto, Ontario                        | Canada              | YYZ/CYYZ         | 41 036 847          | 1              | 6,4 %                |
| 34.  | Aéroport international Franz-Josef-Strauss de Munich | Munich, Bavière                         | Allemagne           | MUC/EDDM         | 40 981 522          | 2              | 3,2 %                |
| 35.  | Aéroport international Chhatrapati-Shivaji           | Bombay, Maharashtra                     | Inde                | BOM/VABB         | 40 637 377          | 12             | 16,1 %               |

## Classement 2014
Les chiffres de ce tableau correspondent à la période du 1er janvier 2014 au 31 décembre 2014 uniquement.
| Rang | Aéroport                                             | Situation                                      | Code (IATA/ICAO) | Nombre de Passagers | Rang Évolution | Évolution Rang Mensuel | % Évolution Tendance |
| ---- | ---------------------------------------------------- | ---------------------------------------------- | ---------------- | ------------------- | -------------- | ---------------------- | -------------------- |
| 1.   | Aéroport international Hartsfield-Jackson d'Atlanta  | Atlanta (Géorgie, États-Unis)                  | ATL/KATL         | 96 178 899          | en stagnation  | en stagnation          | +1,9 %               |
| 2.   | Aéroport international de Pékin                      | Chaoyang, Pékin, Chine                         | PEK/ZBAA         | 86 130 390          | en stagnation  | en stagnation          | +2,9 %               |
| 3.   | Aéroport de Londres-Heathrow                         | Londres, Royaume-Uni                           | LHR/EGLL         | 73 408 442          | en stagnation  | en stagnation          | +1,4 %               |
| 4.   | Aéroport international de Tokyo-Haneda               | Tokyo, Japon                                   | HND/RJTT         | 72 826 862          | en stagnation  | en stagnation          | +5,8 %               |
| 5.   | Aéroport international de Los Angeles                | Los Angeles, Californie, États-Unis            | LAX/KLAX         | 70 665 472          | 1              | en stagnation          | +6,0 %               |
| 6.   | Aéroport international de Dubaï                      | Émirats arabes unis                            | DXB/OMDB         | 70 475 636          | 1              | en stagnation          | +6,1 %               |
| 7.   | Aéroport international O'Hare de Chicago             | Chicago, Illinois, États-Unis                  | ORD/KORD         | 70 015 746          | 2              | en stagnation          | +4,4 %               |
| 8.   | Aéroport Paris-Charles-de-Gaulle                     | Paris, Roissy-en-France, Île-de-France, France | CDG/LFPG         | 63 808 796          | en stagnation  | en stagnation          | +2,8 %               |
| 9.   | Aéroport international de Dallas-Fort Worth          | Fort Worth, Texas, États-Unis                  | DFW/KDFW         | 63 523 489          | en stagnation  | en stagnation          | +5,1 %               |
| 10.  | Aéroport international de Hong Kong                  | Nouveaux Territoires, Hong Kong, Chine         | HKG/VHHH         | 63 148 379          | 1              | en stagnation          | +6,0 %               |
| 11.  | Aéroport de Francfort                                | Francfort, Hesse, Allemagne                    | FRA/EDDF         | 59 566 132          | 1              | en stagnation          | +2,6 %               |
| 12.  | Aéroport international Soekarno-Hatta                | Jakarta, Indonésie                             | CGK/WIII         | 57 005 406          | 2              | en stagnation          | -4,8 %               |
| 13.  | Aéroport Atatürk d'Istanbul                          | Istanbul, Turquie                              | IST/LTBA         | 56 767 108          | 5              | en stagnation          | +10,7 %              |
| 14.  | Aéroport d'Amsterdam Schiphol                        | Haarlemmermeer Pays-Bas                        | AMS/EHAM         | 54 978 023          | en stagnation  | en stagnation          | +4,6 %               |
| 15.  | Aéroport international de Canton Baiyun              | Canton, Chine                                  | CAN/ZGGG         | 54 780 346          | 1              | en stagnation          | +4,0 %               |
| 16.  | Aéroport international Changi                        | Changi, Singapour                              | SIN/WSSS         | 54 091 802          | 3              | en stagnation          | +0,7 %               |
| 17.  | Aéroport international de New York-John F. Kennedy   | New York, État de New York, États-Unis         | JFK/KJFK         | 53 635 346          | 2              | en stagnation          | +6,4 %               |
| 18.  | Aéroport international de Denver                     | Denver, Colorado, États-Unis                   | DEN/KDEN         | 53 472 514          | 3              | en stagnation          | +1,7 %               |
| 19.  | Aéroport international de Shanghai-Pudong            | Shanghai, Chine                                | PVG/ZSPD         | 51 651 800          | 2              | en stagnation          | +9,5 %               |
| 20.  | Aéroport international de Kuala Lumpur               | Sepang, Selangor, Malaisie                     | KUL/WMKK         | 48 932 471          | en stagnation  | en stagnation          | +3,0 %               |
| 21.  | Aéroport international de San Francisco              | San Francisco, Californie, États-Unis          | SFO/KSFO         | 47 114 611          | 1              | en stagnation          | +4,8 %               |
| 22.  | Aéroport international de Bangkok                    | Bangkok, Thaïlande                             | BKK/VTBS         | 46 423 352          | 5              | en stagnation          | -9,6 %               |
| 23.  | Aéroport international d'Incheon                     | Incheon, Séoul, Corée du Sud                   | ICN/RKSI         | 45 662 322          | 2              | en stagnation          | +9,6 %               |
| 24.  | Aéroport international Charlotte-Douglas             | Charlotte, Caroline du Nord, États-Unis        | CLT/KCLT         | 44 333 475          | 1              | en stagnation          | +2,0 %               |
| 25.  | Aéroport international McCarran                      | Las Vegas, Nevada, États-Unis                  | LAS/KLAS         | 42 869 517          | 1              | en stagnation          | +2,4 %               |
| 26.  | Aéroport international Sky Harbor de Phoenix         | Phoenix, Arizona, États-Unis                   | PHX/KPHX         | 42 125 212          | 1              | en stagnation          | +4,5 %               |
| 27.  | Aéroport international de Madrid-Barajas             | Madrid, Communauté de Madrid, Espagne          | MAD/LEMD         | 41 815 261          | 2              | en stagnation          | +5,3 %               |
| 28.  | Aéroport intercontinental George-Bush de Houston     | Houston, Texas, États-Unis                     | IAH/KIAH         | 41 194 558          | en stagnation  | en stagnation          | +3,3 %               |
| 29.  | Aéroport international de Miami                      | Miami, Floride, États-Unis                     | MIA/KMIA         | 40 941 879          | 3              | en stagnation          | +0,9 %               |
| 30.  | Aéroport international de Guarulhos                  | São Paulo, État de São Paulo, Brésil           | GRU/SBGR         | 39 773 716          | 3              | en stagnation          | +9,2 %               |
| 31.  | Aéroport international Indira-Gandhi                 | New Delhi, Delhi, Inde                         | DEL/VIDP         | 39 752 819          | 1              | en stagnation          | +8,4 %               |
| 32.  | Aéroport international Franz-Josef-Strauss de Munich | Munich, Bavière, Allemagne                     | MUC/EDDM         | 39 700 515          | 2              | en stagnation          | +2,7 %               |
| 33.  | Aéroport de Sydney                                   | Sydney, Nouvelle-Galles du Sud, Australie      | SYD/YSSY         | 38 863 380          | 2              | en stagnation          | +1,6 %               |
| 34.  | Aéroport international Pearson de Toronto            | Toronto, Ontario, Canada                       | YYZ/CYYZ         | 38 569 088          | 1              | en stagnation          | +6,8 %               |
| 35.  | Aéroport Léonard-de-Vinci de Rome Fiumicino          | Fiumicino, Latium, Italie                      | FCO/LIRF         | 38 506 467          | 1              | en stagnation          | +6,5 %               |

Note : L'évolution de rang est calculée par rapport au classement final de l'année précédente, alors que l'évolution en pourcentage est calculée par rapport à la même période de l'année précédente.
Pas de changements importants ce mois. Quelques modifications en milieu de tableau, on se rapproche de plus en plus des positions de 2013.

## Classement 2013
| Rang | Aéroport                                             | Situation                                      | Code (IATA/ICAO) | Nombre de Passagers | Rang Évolution | % Évolution |
| ---- | ---------------------------------------------------- | ---------------------------------------------- | ---------------- | ------------------- | -------------- | ----------- |
| 1.   | Aéroport international Hartsfield-Jackson d'Atlanta  | Atlanta, Géorgie, États-Unis                   | ATL/KATL         | 94 430 785          | en stagnation  | 1,1 %       |
| 2.   | Aéroport international de Pékin                      | Chaoyang, Pékin, Chine                         | PEK/ZBAA         | 83 712 355          | en stagnation  | 2,2 %       |
| 3.   | Aéroport de Londres-Heathrow                         | Londres, Royaume-Uni                           | LHR/EGLL         | 72 368 030          | en stagnation  | 3,3 %       |
| 4.   | Aéroport international de Tokyo-Haneda               | Tokyo, Japon                                   | HND/RJTT         | 68 906 636          | en stagnation  | 1,6 %       |
| 5.   | Aéroport international O'Hare de Chicago             | Chicago, Illinois, États-Unis                  | ORD/KORD         | 66 883 271          | en stagnation  | 0,3 %       |
| 6.   | Aéroport international de Los Angeles                | Los Angeles, Californie, États-Unis            | LAX/KLAX         | 66 702 252          | en stagnation  | 4,7 %       |
| 7.   | Aéroport international de Dubaï                      | Émirats arabes unis                            | DXB/OMDB         | 66 431 533          | 3              | 15,2 %      |
| 8.   | Aéroport Paris-Charles-de-Gaulle                     | Paris, Roissy-en-France, Île-de-France, France | CDG/LFPG         | 62 052 917          | 1              | 0,7 %       |
| 9.   | Aéroport international de Dallas-Fort Worth          | Fort Worth, Texas, États-Unis                  | DFW/KDFW         | 60 436 266          | 1              | 3,2 %       |
| 10.  | Aéroport international Soekarno-Hatta                | Jakarta, Indonésie                             | CGK/WIII         | 59 701 543          | 1              | 3,4 %       |
| 11.  | Aéroport international de Hong Kong                  | Nouveaux Territoires, Hong Kong, Chine         | HKG/VHHH         | 59 609 414          | 1              | 6,3 %       |
| 12.  | Aéroport de Francfort                                | Francfort, Hesse, Allemagne                    | FRA/EDDF         | 58 036 948          | 1              | 0,9 %       |
| 13.  | Aéroport international Changi                        | Changi, Singapour                              | SIN/WSSS         | 53 726 087          | 2              | 5,0 %       |
| 14.  | Aéroport d'Amsterdam Schiphol                        | Haarlemmermeer Pays-Bas                        | AMS/EHAM         | 52 569 250          | 2              | 3,0 %       |
| 15.  | Aéroport international de Denver                     | Denver, Colorado, États-Unis                   | DEN/KDEN         | 52 556 359          | 2              | 1,1 %       |
| 16.  | Aéroport international de Canton Baiyun              | Canton, Chine                                  | CAN/ZGGG         | 52 450 262          | 2              | 8,0 %       |
| 17.  | Aéroport international de Bangkok                    | Bangkok, Thaïlande                             | BKK/VTBS         | 51 363 451          | 3              | 3,1 %       |
| 18.  | Aéroport Atatürk d'Istanbul                          | Istanbul, Turquie                              | IST/LTBA         | 51 172 626          | 2              | 13,7 %      |
| 19.  | Aéroport international de New York-John F. Kennedy   | New York, État de New York, États-Unis         | JFK/KJFK         | 50 413 204          | 2              | 2,3 %       |
| 20.  | Aéroport international de Kuala Lumpur               | Sepang, Selangor, Malaisie                     | KUL/WMKK         | 47 198 157          | 7              | 18,3 %      |
| 21.  | Aéroport international de Shanghai-Pudong            | Shanghai, Chine                                | PVG/ZSPD         | 47 189 849          | en stagnation  | 5,1 %       |
| 22.  | Aéroport international de San Francisco              | San Francisco, Californie, États-Unis          | SFO/KSFO         | 44 944 201          | en stagnation  | 1,2 %       |
| 23.  | Aéroport international Charlotte-Douglas             | Charlotte, Caroline du Nord, États-Unis        | CLT/KCLT         | 43 456 310          | 1              | 5,4 %       |
| 24.  | Aéroport international McCarran                      | Las Vegas, Nevada, États-Unis                  | LAS/KLAS         | 41 856 787          | 1              | 1,3 %       |
| 25.  | Aéroport international d'Incheon                     | Incheon, Séoul, Corée du Sud                   | ICN/RKSI         | 41 679 758          | 4              | 6,4 %       |
| 26.  | Aéroport international de Miami                      | Miami, Floride, États-Unis                     | MIA/KMIA         | 40 563 071          | 2              | 2,8 %       |
| 27.  | Aéroport international Sky Harbor de Phoenix         | Phoenix, Arizona, États-Unis                   | PHX/KPHX         | 40 318 451          | 2              | 0,6 %       |
| 28.  | Aéroport intercontinental George-Bush de Houston     | Houston, Texas, États-Unis                     | IAH/KIAH         | 39 865 325          | 2              | 0,4 %       |
| 29.  | Aéroport international de Madrid-Barajas             | Madrid, Communauté de Madrid, Espagne          | MAD/LEMD         | 39 029 727          | 10             | 13,6 %      |
| 30.  | Aéroport international Franz-Josef-Strauss de Munich | Munich, Bavière, Allemagne                     | MUC/EDDM         | 38 672 644          | en stagnation  | 1,0 %       |
| 31.  | Aéroport de Sydney                                   | Sydney, Nouvelle-Galles du Sud, Australie      | SYD/YSSY         | 38 254 039          | en stagnation  | 2,4 %       |
| 32.  | Aéroport international Indira-Gandhi                 | New Delhi, Delhi, Inde                         | DEL/VIDP         | 36 712 455          | 5              | 7,3 %       |
| 33.  | Aéroport international de Guarulhos                  | São Paulo, État de São Paulo, Brésil           | GRU/SBGR         | 36 460 923          | 10             | 10,6 %      |
| 34.  | Aéroport Léonard-de-Vinci de Rome Fiumicino          | Fiumicino, Latium, Italie                      | FCO/LIRF         | 36 165 762          | 5              | 2,2 %       |
| 35.  | Aéroport international Pearson de Toronto            | Toronto, Ontario, Canada                       | YYZ/CYYZ         | 36 037 962          | en stagnation  | 3,2 %       |

Atlanta reste confortablement installé en première place de ce classement, tandis que Pékin et Londres confirment leurs positions respectives de 2e et 3e. Les écarts entre les 3 premières plateformes restent conséquents, puisque 11 millions de passagers séparent le 1er du second, de même que le deuxième du troisième, ce qui équivaut au trafic de l'aéroport de Nice, le deuxième aéroport français (derrière les 2 aéroports parisiens).
Londres assure sa troisième place en augmentant légèrement son avance sur Tokyo, on peut d'ailleurs souligner que Londres, tous aéroports confondus, est la première ville aéroportuaire du monde. La plus forte croissance du haut de tableau est réalisée une fois encore par Dubai qui se hisse dans les sept meilleurs, moins de 500 000 passagers le séparent de la cinquième place qui reste occupée par Chicago. Dubai détrône ainsi Paris qui se trouve relégué en huitième place. Los Angeles affiche l'une des plus fortes croissances des États-Unis, après Charlotte Douglas qui lui permet de se placer très proche de Chicago.
La plus forte croissance est réalisée par Kuala Lumpur qui se rapproche de la barre des 50 millions de passagers. Istanbul confirme son dynamisme avec une croissance de 13 % qui ne lui permet néanmoins de ne gagner que 2 places. Bangkok est le seul aéroport d'Asie en récession. Il faut noter que Londres, Shanghai, Tokyo et New York disposent d'un autre aéroport classé dans les 50 meilleurs mondiaux, au-delà de la 30e place, mais tous avec des trafics supérieur à 30 millions de passager. Orly en revanche n'accueille que 28 millions de passagers ce qui ne lui permet pas de se classer dans le 50 meilleurs mondiaux.
Dans le bas du classement, Madrid est en chute libre, et paye son tribut à la crise espagnole, tandis que Miami se redresse et repasse devant Phoenix et Houston, témoignant du dynamisme retrouvé de cette métropole du nord Caraïbe.
Globalement, avec 12 des 30 aéroports classés, les États-Unis restent de loin leader du trafic aérien mondial (alors qu'ils étaient 18 sur 30 en 2000). En revanche, pour les passagers internationaux, on ne retrouve que deux aéroports américains dans les 30 meilleurs.
C'est très largement l'Asie qui affiche la plus forte croissance. On constate ainsi que le trafic aérien reste un excellent indicateur du dynamisme économique respectif des régions du monde. On note que l'Afrique est totalement absente de ce classement, et que les États-Unis sont les seuls représentants de l'ensemble du continent américain. Sydney, Delhi et Sao Paulo sont aux portes de ce classement des 30 meilleurs et pourraient faire leur apparition en 2014 s'ils confirment leur croissance actuelle.

## Classement 2012
| Rang | Aéroport                                             | Situation                                                               | Code (IATA/ICAO) | Nombre de Passagers | Rang Évolution | % Évolution |
| ---- | ---------------------------------------------------- | ----------------------------------------------------------------------- | ---------------- | ------------------- | -------------- | ----------- |
| 1.   | Aéroport international Hartsfield-Jackson d'Atlanta  | Atlanta, Géorgie, États-Unis                                            | ATL/KATL         | 95 462 867          | en stagnation  | 3,3 %       |
| 2.   | Aéroport international de Pékin                      | Chaoyang, Pékin, République populaire de Chine                          | PEK/ZBAA         | 81 929 689          | en stagnation  | 4,5 %       |
| 3.   | Aéroport de Londres-Heathrow                         | Hillingdon, Londres, Royaume-Uni                                        | LHR/EGLL         | 70 038 857          | en stagnation  | 0,9 %       |
| 4.   | Aéroport international de Tokyo-Haneda               | Tokyo, Japon                                                            | HND/RJTT         | 67 788 722          | 1              | 8,3 %       |
| 5.   | Aéroport international O'Hare de Chicago             | Chicago, Illinois, États-Unis                                           | ORD/KORD         | 67 091 391          | 1              | 0,4 %       |
| 6.   | Aéroport international de Los Angeles                | Los Angeles, Californie, États-Unis                                     | LAX/KLAX         | 63 687 544          | en stagnation  | 3 %         |
| 7.   | Aéroport Paris-Charles-de-Gaulle                     | Roissy-en-France, Tremblay-en-France, Mitry-Mory, Île-de-France, France | CDG/LFPG         | 61 611 934          | en stagnation  | 1,1 %       |
| 8.   | Aéroport international de Dallas-Fort Worth          | Dallas/Fort Worth, Texas, États-Unis                                    | DFW/KDFW         | 58 591 842          | en stagnation  | 1,4 %       |
| 9.   | Aéroport international Soekarno-Hatta                | Jakarta, Indonésie                                                      | CGK/WIII         | 57 730 732          | 3              | 14,4 %      |
| 10.  | Aéroport international de Dubaï                      | Dubaï, Émirats arabes unis                                              | DXB/OMDB         | 57 684 550          | 3              | 13,2 %      |
| 11.  | Aéroport de Francfort                                | Francfort, Hesse, Allemagne                                             | FRA/EDDF         | 57 520 001          | 2              | 1,9 %       |
| 12.  | Aéroport international de Hong Kong                  | Nouveaux Territoires, Hong Kong, Chine                                  | HKG/VHHH         | 56 064 248          | 2              | 5,2 %       |
| 13.  | Aéroport international de Denver                     | Denver, Colorado, États-Unis                                            | DEN/KDEN         | 53 156 278          | 2              | 0,6 %       |
| 14.  | Aéroport international de Bangkok                    | Bangkok, Thaïlande                                                      | BKK/VTBS         | 53 002 328          | 2              | 10,6 %      |
| 15.  | Aéroport international Changi                        | Changi, Singapour                                                       | SIN/WSSS         | 51 181 804          | 3              | 10 %        |
| 16.  | Aéroport d'Amsterdam Schiphol                        | Haarlemmermeer Pays-Bas                                                 | AMS/EHAM         | 51 035 590          | 2              | 2,6 %       |
| 17.  | Aéroport international de New York-John F. Kennedy   | New York, État de New York, États-Unis                                  | JFK/KJFK         | 49 293 587          | en stagnation  | 3,1 %       |
| 18.  | Aéroport international de Canton Baiyun              | Canton, Guangdong, République populaire de Chine                        | CAN/ZGGG         | 48 548 430          | 1              | 7,8 %       |
| 19.  | Aéroport international de Madrid-Barajas             | Madrid, Communauté de Madrid, Espagne                                   | MAD/LEMD         | 45 175 501          | 4              | 9 %         |
| 20.  | Aéroport Atatürk d'Istanbul                          | Istanbul, Turquie                                                       | IST/LTBA         | 44 992 420          | 10             | 20,1 %      |
| 21.  | Aéroport international de Shanghai-Pudong            | Pudong, Shanghai, République populaire de Chine                         | PVG/ZSPD         | 44 880 164          | en stagnation  | 8,3 %       |
| 22.  | Aéroport international de San Francisco              | San Francisco, Californie, États-Unis                                   | SFO/KSFO         | 44 431 894          | en stagnation  | 8,6 %       |
| 23.  | Aéroport international McCarran                      | Las Vegas, Nevada, États-Unis                                           | LAS/KLAS         | 42 416 354          | en stagnation  | 1,6 %       |
| 24.  | Aéroport international Charlotte-Douglas             | Charlotte, Caroline du Nord, États-Unis                                 | CLT/KCLT         | 41 226 035          | 2              | 5,6 %       |
| 25.  | Aéroport international Sky Harbor de Phoenix         | Phoenix, Arizona, États-Unis                                            | PHX/KPHX         | 40 452 009          | 2              | 0,3 %       |
| 26.  | Aéroport intercontinental George-Bush de Houston     | Houston, Texas, États-Unis                                              | IAH/KIAH         | 40 022 736          | 2              | 0,5 %       |
| 27.  | Aéroport international de Kuala Lumpur               | Sepang, Selangor, Malaisie                                              | KUL/WMKK         | 39 887 866          | 1              | 6,6 %       |
| 28.  | Aéroport international de Miami                      | Miami, Floride, États-Unis                                              | MIA/KMIA         | 39 467 444          | 2              | 3 %         |
| 29.  | Aéroport international d'Incheon                     | Incheon, Corée du Sud                                                   | ICN/RKSI         | 39 154 375          | 4              | 11,3 %      |
| 30.  | Aéroport international Franz-Josef-Strauss de Munich | Munich, Allemagne                                                       | MUC/EDDM         | 38 360 604          | 3              | 1,6 %       |

## Classement 2011
Pour 2011, le Conseil international des aéroports donne les chiffres suivants :
| Rang | Aéroport                                             | Situation                                           | Code (IATA/ICAO) | Nombre de Passagers | Rang Évolution | % Évolution |
| ---- | ---------------------------------------------------- | --------------------------------------------------- | ---------------- | ------------------- | -------------- | ----------- |
| 1.   | Aéroport international Hartsfield-Jackson d'Atlanta  | Atlanta, Géorgie, États-Unis                        | ATL/KATL         | 92 389 023          | en stagnation  | 3,45 %      |
| 2.   | Aéroport international de Pékin                      | Chaoyang, Pékin, République populaire de Chine      | PEK/ZBAA         | 78 675 058          | en stagnation  | 6,4 %       |
| 3.   | Aéroport de Londres-Heathrow                         | Hillingdon, Londres, Royaume-Uni                    | LHR/EGLL         | 69 433 565          | 1              | 5,4 %       |
| 4.   | Aéroport international O'Hare de Chicago             | Chicago, Illinois, États-Unis                       | ORD/KORD         | 66 701 241          | 1              | 0,1 %       |
| 5.   | Aéroport international de Tokyo-Haneda               | Tokyo, Japon                                        | HND/RJTT         | 62 584 826          | en stagnation  | 2,5 %       |
| 6.   | Aéroport international de Los Angeles                | Los Angeles, Californie, États-Unis                 | LAX/KLAX         | 61 862 052          | en stagnation  | 4,7 %       |
| 7.   | Aéroport Paris-Charles-de-Gaulle                     | Roissy-en-France, Val-d'Oise, Île-de-France, France | CDG/LFPG         | 60 970 551          | en stagnation  | 4,8 %       |
| 8.   | Aéroport international de Dallas-Fort Worth          | Dallas/Fort Worth, Texas, États-Unis                | DFW/KDFW         | 57 832 495          | en stagnation  | 1,6 %       |
| 9.   | Aéroport de Francfort                                | Francfort, Hesse, Allemagne                         | FRA/EDDF         | 56 436 255          | en stagnation  | 6,5 %       |
| 10.  | Aéroport international de Hong Kong                  | Nouveaux Territoires, Hong Kong, Chine              | HKG/VHHH         | 53 328 613          | 1              | 5,9 %       |
| 11.  | Aéroport international de Denver                     | Denver, Colorado, États-Unis                        | DEN/KDEN         | 52 849 132          | 1              | 1,7 %       |
| 12.  | Aéroport international Soekarno-Hatta                | Jakarta, Indonésie                                  | CGK/WIII         | 51 533 187          | 4              | 16,2 %      |
| 13.  | Aéroport international de Dubaï                      | Dubaï, Émirats arabes unis                          | DXB/OMDB         | 50 977 960          | en stagnation  | 8,0 %       |
| 14.  | Aéroport d'Amsterdam-Schiphol                        | Haarlemmermeer Pays-Bas                             | AMS/EHAM         | 49 755 252          | 1              | 10,0 %      |
| 15.  | Aéroport international de Madrid-Barajas             | Madrid, Communauté de Madrid, Espagne               | MAD/LEMD         | 49 653 055          | 3              | 0,4 %       |
| 16.  | Aéroport international de Bangkok                    | Bangkok, Thaïlande                                  | BKK/VTBS         | 47 910 904          | 1              | 12,0 %      |
| 17.  | Aéroport international de New York-John F. Kennedy   | New York, État de New York, États-Unis              | JFK/KJFK         | 47 644 060          | 3              | 2,4 %       |
| 18.  | Aéroport international Changi                        | Changi, Singapour                                   | SIN/WSSS         | 46 543 845          | en stagnation  | 10,7 %      |
| 19.  | Aéroport international de Canton Baiyun              | Canton, Guangdong, République populaire de Chine    | CAN/ZGGG         | 45 040 234          | en stagnation  | 9,9 %       |
| 20.  | Aéroport international de Shanghai-Pudong            | Pudong, Shanghai, République populaire de Chine     | PVG/ZSPD         | 41 447 730          | en stagnation  | 2,1 %       |
| 21.  | Aéroport international de San Francisco              | San Francisco, Californie, États-Unis               | SFO/KSFO         | 40 927 786          | 2              | 4,3 %       |
| 22.  | Aéroport international Sky Harbor de Phoenix         | Phoenix, Arizona, États-Unis                        | PHX/KPHX         | 40 591 948          | 3              | 5,3 %       |
| 23.  | Aéroport international McCarran                      | Las Vegas, Nevada, États-Unis                       | LAS/KLAS         | 40 560 285          | 3              | 2,0 %       |
| 24.  | Aéroport intercontinental George-Bush de Houston     | Houston, Texas, États-Unis                          | IAH/KIAH         | 40 128 953          | 2              | 0,9 %       |
| 25.  | Aéroport international Charlotte-Douglas             | Charlotte, Caroline du Nord, États-Unis             | CLT/KCLT         | 39 043 708          | 1              | 2,1 %       |
| 26.  | Aéroport international de Miami                      | Miami, Floride, États-Unis                          | MIA/KMIA         | 38 314 389          | 3              | 7,3 %       |
| 27.  | Aéroport international Franz-Josef-Strauss de Munich | Munich, Bavière, Allemagne                          | MUC/EDDM         | 37 763 701          | 4              | 8,8 %       |
| 28.  | Aéroport international de Kuala Lumpur               | Sepang, Selangor, Malaisie                          | KUL/WMKK         | 37 704 510          | ?              | 10,6 %      |
| 29.  | Aéroport Léonard-de-Vinci de Rome Fiumicino          | Rome, Latium, Italie                                | FCO/LIRF         | 37 651 222          | 2              | 3,9 %       |
| 30.  | Aéroport international Atatürk                       | Yeşilköy, Istanbul, Turquie                         | IST/LTBA         | 37 406 025          | 9              | 16,3 %      |

## Classement 2010
Pour 2010, le Conseil international des aéroports donne les chiffres suivants:
| Rang | Aéroport                                             | Situation                                           | Code (IATA/ICAO) | Nombre de Passagers | Évolution     | % Évolution |
| ---- | ---------------------------------------------------- | --------------------------------------------------- | ---------------- | ------------------- | ------------- | ----------- |
| 1    | Aéroport international Hartsfield-Jackson d'Atlanta  | Atlanta, Géorgie, États-Unis                        | ATL / KATL       | 89 331 622          | en stagnation | 1,4 %       |
| 2    | Aéroport international de Pékin                      | Chaoyang, Pékin, République populaire de Chine      | PEK / ZBAA       | 73 891 801          | 1             | 13,0 %      |
| 3    | Aéroport international O'Hare de Chicago             | Chicago, Illinois, États-Unis                       | ORD / KORD       | 66 665 390          | 1             | 3,3 %       |
| 4    | Aéroport de Londres-Heathrow                         | Hillingdon, Londres, Royaume-Uni                    | LHR / EGLL       | 65 884 143          | 2             | 0,2 %       |
| 5    | Aéroport international de Tokyo-Haneda               | Tokyo, Japon                                        | HND / RJTT       | 64 069 098          | en stagnation | 3,4 %       |
| 6    | Aéroport international de Los Angeles                | Los Angeles, Californie, États-Unis                 | LAX / KLAX       | 58 915 100          | 1             | 4,2 %       |
| 7    | Aéroport Paris-Charles-de-Gaulle                     | Roissy-en-France, Val-d'Oise, Île-de-France, France | CDG / LFPG       | 58 167 062          | 1             | 0,4 %       |
| 8    | Aéroport international de Dallas-Fort Worth          | Dallas/Fort Worth, Texas, États-Unis                | DFW / KDFW       | 56 905 066          | en stagnation | 1,6 %       |
| 9    | Aéroport de Francfort                                | Francfort, Hesse, Allemagne                         | FRA / EDDF       | 53 009 221          | en stagnation | 4,1 %       |
| 10   | Aéroport international de Denver                     | Denver, Colorado, États-Unis                        | DEN / KDEN       | 52 211 242          | en stagnation | 4,1 %       |
| 11   | Aéroport international de Hong Kong                  | Nouveaux Territoires, Hong Kong                     | HKG / VHHH       | 50 410 819          | 2             | 10,6 %      |
| 12   | Aéroport international de Madrid-Barajas             | Madrid, Communauté de Madrid, Espagne               | MAD / LEMD       | 49 786 202          | 1             | 2,8 %       |
| 13   | Aéroport international de Dubaï                      | Dubaï, Émirats arabes unis                          | DXB / OMDB       | 47 180 628          | 2             | 15,4 %      |
| 14   | Aéroport international de New York-John F. Kennedy   | New York, État de New York, États-Unis              | JFK / KJFK       | 46 495 876          | 2             | 1,4 %       |
| 15   | Aéroport d'Amsterdam Schiphol                        | Haarlemmermeer Pays-Bas                             | AMS / EHAM       | 45 211 749          | 1             | 3,8 %       |
| 16   | Aéroport international Soekarno-Hatta                | Jakarta, Indonésie                                  | CGK / WIII       | 43 981 022          | 6             | 18,4 %      |
| 17   | Aéroport international de Bangkok                    | Bangkok, Thaïlande                                  | BKK / VTBS       | 43 784 967          | 1             | 5,6 %       |
| 18   | Aéroport international Changi                        | Changi, Singapour                                   | SIN / WSSS       | 42 038 777          | 3             | 13,0 %      |
| 19   | Aéroport international de Canton Baiyun              | Canton, Guangdong, République populaire de Chine    | CAN / ZGGG       | 40 975 253          | 4             | 10,6 %      |
| 20   | Aéroport international de Shanghai-Pudong            | Pudong, Shanghai, République populaire de Chine     | PVG / ZSPD       | 40 582 356          | 14            | 27,2 %      |
| 21   | Aéroport intercontinental George-Bush de Houston     | Houston, Texas, États-Unis                          | IAH / KIAH       | 40 475 058          | 3             | 1,2 %       |
| 22   | Aéroport international McCarran                      | Las Vegas, Nevada, États-Unis                       | LAS / KLAS       | 39 397 359          | 5             | 2,6 %       |
| 23   | Aéroport international de San Francisco              | San Francisco, Californie, États-Unis               | SFO / KSFO       | 39 391 234          | 3             | 5,1 %       |
| 24   | Aéroport international Charlotte-Douglas             | Charlotte, Caroline du Nord, États-Unis             | CLT / KCLT       | 39 143 078          | 1             | 14,4 %      |
| 25   | Aéroport international Sky Harbor de Phoenix         | Phoenix, Arizona, États-Unis                        | PHX / KPHX       | 38 552 409          | 5             | 1,9 %       |
| 26   | Aéroport Léonard-de-Vinci de Rome Fiumicino          | Rome, Latium, Italie                                | FCO / LIRF       | 36 228 490          | en stagnation | 7,4 %       |
| 27   | Aéroport de Sydney                                   | Sydney, Nouvelle-Galles du Sud, Australie           | SYD / YSSY       | 35 992 164          | 1             | 7,6 %       |
| 28   | Aéroport international de Miami                      | Miami, Floride, États-Unis                          | MIA / KMIA       | 35 698 025          | 3             | 5,4 %       |
| 29   | Aéroport international d'Orlando                     | Orlando, Floride, États-Unis                        | MCO / KMCO       | 34 877 507          | 2             | 3,5 %       |
| 30   | Aéroport international Franz-Josef-Strauss de Munich | Munich, Bavière, Allemagne                          | MUC / EDDM       | 34 721 605          | 1             | 6,2 %       |

## Classement 2009
| Rang | Aéroport                                             | Situation                                           | Code IATA / OACI | Nombre de passagers | Évolution     | % d'évolution |
| ---- | ---------------------------------------------------- | --------------------------------------------------- | ---------------- | ------------------- | ------------- | ------------- |
| 1    | Aéroport international Hartsfield-Jackson d'Atlanta  | Atlanta, Géorgie, États-Unis                        | ATL / KATL       | 88 032 082          | en stagnation | 2,2 %         |
| 2    | Aéroport de Londres-Heathrow                         | Hillingdon, Londres, Royaume-Uni                    | LHR / EGLL       | 66 037 578          | 1             | 1,5 %         |
| 3    | Aéroport international de Pékin                      | Chaoyang, Pékin, République populaire de Chine      | PEK / ZBAA       | 65 372 012          | 5             | 16,9 %        |
| 4    | Aéroport international O'Hare de Chicago             | Chicago, Illinois, États-Unis                       | ORD / KORD       | 64 158 343          | 2             | 6,1 %         |
| 5    | Aéroport international de Tokyo-Haneda               | Tokyo, Japon                                        | HND / RJTT       | 61 903 656          | 1             | 7,2 %         |
| 6    | Aéroport Paris-Charles-de-Gaulle                     | Roissy-en-France, Val-d'Oise, Île-de-France, France | CDG / LFPG       | 57 906 866          | 1             | 4,9 %         |
| 7    | Aéroport international de Los Angeles                | Los Angeles, Californie, États-Unis                 | LAX / KLAX       | 56 520 843          | 1             | 5,5 %         |
| 8    | Aéroport international de Dallas-Fort Worth          | Dallas/Fort Worth, Texas, États-Unis                | DFW / KDFW       | 56 030 457          | 1             | 1,9 %         |
| 9    | Aéroport de Francfort                                | Francfort, Hesse, Allemagne                         | FRA / EDDF       | 50 932 840          | en stagnation | 4,7 %         |
| 10   | Aéroport international de Denver                     | Denver, Colorado, États-Unis                        | DEN / KDEN       | 50 167 485          | en stagnation | 2,1 %         |
| 11   | Aéroport international de Madrid-Barajas             | Madrid, Communauté de Madrid, Espagne               | MAD / LEMD       | 48 248 890          | en stagnation | 5,1 %         |
| 12   | Aéroport international de New York-John F. Kennedy   | New York, État de New York, États-Unis              | JFK / KJFK       | 45 912 430          | 1             | 3,9 %         |
| 13   | Aéroport international de Hong Kong                  | Nouveaux Territoires, Hong Kong                     | HKG / VHHH       | 45 560 888          | 1             | 4,8 %         |
| 14   | Aéroport d'Amsterdam Schiphol                        | Haarlemmermeer Pays-Bas                             | AMS / EHAM       | 43 569 553          | en stagnation | 8,1 %         |
| 15   | Aéroport international de Dubaï                      | Dubaï, Émirats arabes unis                          | DXB / OMDB       | 40 901 752          | 5             | 9,2 %         |
| 16   | Aéroport international de Bangkok                    | Bangkok, Thaïlande                                  | BKK / VTBS       | 40 500 269          | 2             | 4,9 %         |
| 17   | Aéroport international McCarran                      | Las Vegas, Nevada, États-Unis                       | LAS / KLAS       | 40 460 310          | 2             | 8,2 %         |
| 18   | Aéroport intercontinental George-Bush de Houston     | Houston, Texas, États-Unis                          | IAH / KIAH       | 39 993 236          | 2             | 4,1 %         |
| 19   | Aéroport international Sky Harbor de Phoenix         | Phoenix, Arizona, États-Unis                        | PHX / KPHX       | 37 824 982          | 2             | 5,2 %         |
| 20   | Aéroport international de San Francisco              | San Francisco, Californie, États-Unis               | SFO / KSFO       | 37 366 287          | 1             | 0,2 %         |
| 21   | Aéroport international de Changi                     | Changi, Singapour                                   | SIN / WSSS       | 37 203 978          | 2             | 1,3 %         |
| 22   | Aéroport international de Guangzhou Baiyun           | Guangzhou, Guangdong, République populaire de Chine | CAN / ZGGG       | 37 048 550          | ?             | 10,8 %        |
| 23   | Aéroport international Soekarno-Hatta                | Jakarta, Indonésie                                  | CGK / WIII       | 36 466 823          | 12            | 13,3 %        |
| 24   | Aéroport international Charlotte-Douglas             | Charlotte, Caroline du Nord, États-Unis             | CLT / KCLT       | 34 577 808          | 2             | 0,5 %         |
| 25   | Aéroport international de Miami                      | Miami, Floride, États-Unis                          | MIA / KMIA       | 33 886 025          | 4             | 0,5 %         |
| 26   | Aéroport international d'Orlando                     | Orlando, Floride, États-Unis                        | MCO / KMCO       | 33 731 431          | 4             | 5,4 %         |
| 27   | Aéroport Léonard-de-Vinci de Rome Fiumicino          | Fiumicino, Rome, Latium, Italie                     | FCO / LIRF       | 33 723 213          | 2             | 4,0 %         |
| 28   | Aéroport de Sydney                                   | Sydney, Nouvelle-Galles du Sud, Australie           | SYD / YSSY       | 33 444 687          | ?             | 0,4 %         |
| 29   | Aéroport international de Newark-Liberty             | Newark, New Jersey, États-Unis                      | EWR / KEWR       | 33 400 626          | 6             | 5,5 %         |
| 30   | Aéroport international Franz-Josef-Strauss de Munich | Munich, Bavière, Allemagne                          | MUC / EDDM       | 32 681 067          | 3             | 5,4 %         |

## Classement 2008[5]
| Rang | Aéroport                                             | Situation                                           | Code (IATA/ICAO) | Nombre de Passagers | Évolution     | % Évolution |
| ---- | ---------------------------------------------------- | --------------------------------------------------- | ---------------- | ------------------- | ------------- | ----------- |
| 1    | Aéroport international Hartsfield-Jackson d'Atlanta  | Atlanta, Géorgie, États-Unis                        | ATL / KATL       | 90 039 280          | en stagnation | 0,7 %       |
| 2    | Aéroport international O'Hare de Chicago             | Chicago, Illinois, États-Unis                       | ORD / KORD       | 69 353 876          | en stagnation | 9,0 %       |
| 3    | Aéroport de Londres Heathrow                         | Hillingdon, Londres, Royaume-Uni                    | LHR / EGLL       | 67 056 379          | en stagnation | 1,5 %       |
| 4    | Aéroport international de Tokyo-Haneda               | Tokyo, Japon                                        | HND / RJTT       | 66 754 829          | en stagnation | 0,2 %       |
| 5    | Aéroport Paris-Charles-de-Gaulle                     | Roissy-en-France, Val-d'Oise, Île-de-France, France | CDG / LFPG       | 60 874 681          | 1             | 1,6 %       |
| 6    | Aéroport international de Los Angeles                | Los Angeles, Californie, États-Unis                 | LAX / KLAX       | 59 497 539          | 1             | 4,7 %       |
| 7    | Aéroport international de Dallas-Fort Worth          | Dallas/Fort Worth, Texas, États-Unis                | DFW / KDFW       | 57 093 187          | en stagnation | 4,5 %       |
| 8    | Aéroport international de Pékin                      | Chaoyang, Pékin, République populaire de Chine      | PEK / ZBAA       | 55 937 289          | 1             | 4,4 %       |
| 9    | Aéroport de Francfort                                | Francfort, Hesse, Allemagne                         | FRA / EDDF       | 53 467 450          | 1             | 1,3 %       |
| 10   | Aéroport international de Denver                     | Denver, Colorado, États-Unis                        | DEN / KDEN       | 51 245 334          | 1             | 2,8 %       |
| 11   | Aéroport international de Madrid-Barajas             | Madrid, Communauté de Madrid, Espagne               | MAD / LEMD       | 50 824 435          | 1             | 2,4 %       |
| 12   | Aéroport international de Hong Kong                  | Nouveaux Territoires, Hong Kong                     | HKG / VHHH       | 47 857 746          | 2             | 1,7 %       |
| 13   | Aéroport international de New York-John F. Kennedy   | New York, État de New York, États-Unis              | JFK / KJFK       | 47 807 816          | en stagnation | 0,2 %       |
| 14   | Aéroport d'Amsterdam Schiphol                        | Haarlemmermeer Pays-Bas                             | AMS / EHAM       | 47 430 019          | 2             | 0,8 %       |
| 15   | Aéroport international McCarran                      | Las Vegas, Nevada, États-Unis                       | LAS / KLAS       | 43 208 724          | en stagnation | 8,0 %       |
| 16   | Aéroport intercontinental George-Bush de Houston     | Houston, Texas, États-Unis                          | IAH / KIAH       | 41 709 389          | en stagnation | 3,0 %       |
| 17   | Aéroport international Sky Harbor de Phoenix         | Phoenix, Arizona, États-Unis                        | PHX / KPHX       | 39 891 193          | en stagnation | 5,4 %       |
| 18   | Aéroport international de Bangkok                    | Bangkok, Thaïlande                                  | BKK / VTBS       | 38 603 490          | en stagnation | 6,3 %       |
| 19   | Aéroport international de Singapour                  | Changi, Singapour                                   | SIN / WSSS       | 37 694 824          | en stagnation | 2,7 %       |
| 20   | Aéroport international de Dubaï                      | Dubaï, Émirats arabes unis                          | DXB / OMDB       | 37 441 440          | 7             | 9,0 %       |
| 21   | Aéroport international de San Francisco              | Californie, États-Unis                              | SFO / KSFO       | 37 234 592          | 2             | 4,7 %       |
| 22   | Aéroport international d'Orlando                     | Orlando, Floride, États-Unis                        | MCO / KMCO       | 35 660 742          | 2             | 2,3 %       |
| 23   | Aéroport international de Newark-Liberty             | Newark, États-Unis                                  | EWR / KEWR       | 35 360 848          | 2             | 2,8 %       |
| 24   | Aéroport métropolitain de Détroit                    | Détroit, Michigan, États-Unis                       | DTW / KDTW       | 35 135 828          | 2             | 2,4 %       |
| 25   | Aéroport Léonard-de-Vinci de Rome Fiumicino          | Fiumicino, Rome, Latium, Italie                     | FCO / LIRF       | 35 132 224          | 6             | 6,9 %       |
| 26   | Aéroport international Charlotte-Douglas             | Charlotte, Caroline du Nord, États-Unis             | CLT / KCLT       | 34 739 020          | 4             | 4,7 %       |
| 27   | Aéroport international Franz-Josef-Strauss de Munich | Munich, Bavière, Allemagne                          | MUC / EDDM       | 34 530 593          | 1             | 1,7 %       |
| 28   | Aéroport de Londres-Gatwick                          | Crawley, Sussex de l'Ouest, Angleterre, Royaume-Uni | LGW / EGKK       | 34 214 740          | 3             | 2,9 %       |
| 29   | Aéroport international de Miami                      | Miami, Floride, États-Unis                          | MIA / KMIA       | 34 063 531          | en stagnation | 1,0 %       |
| 30   | Aéroport international de Minneapolis-Saint-Paul     | Fort Snelling, Minnesota, États-Unis                | MSP / KMSP       | 34 056 443          | 4             | 3,0 %       |

## Classement 2007[6]
| Rang | Aéroport                                             | Situation                                                 | Code (IATA/ICAO) | Nombre de Passagers | Évolution | % Évolution |
| ---- | ---------------------------------------------------- | --------------------------------------------------------- | ---------------- | ------------------- | --------- | ----------- |
| 1    | Aéroport international Hartsfield-Jackson            | Atlanta, Géorgie, États-Unis                              | ATL              | 89 379 287          | 1         |             |
| 2    | Aéroport international O'Hare de Chicago             | Chicago, Illinois, États-Unis                             | ORD              | 76 177 855          | 2         |             |
| 3    | Aéroport de Londres-Heathrow                         | Londres, Royaume-Uni                                      | LHR              | 68 068 304          | 3         |             |
| 4    | Aéroport international de Tokyo-Haneda               | Tokyo, Japon                                              | HND              | 66 823 414          | 4         |             |
| 5    | Aéroport international de Los Angeles                | Los Angeles, Californie, États-Unis                       | LAX              | 61 896 075          | 5         |             |
| 6    | Aéroport Paris-Charles-de-Gaulle                     | Paris/Roissy, France                                      | CDG              | 59 922 177          | 7         |             |
| 7    | Aéroport international de Dallas-Fort Worth          | Dallas/Fort Worth, Texas, États-Unis                      | DFW              | 59 786 476          | 6         |             |
| 8    | Aéroport de Francfort                                | Francfort, Hesse, Allemagne                               | FRA              | 54 161 856          | 8         |             |
| 9    | Aéroport international de Pékin                      | Pékin, République populaire de Chine                      | PEK              | 53 583 664          | 9         |             |
| 10   | Aéroport international de Madrid-Barajas             | Madrid, Espagne                                           | MAD              | 52 122 702          | 12        |             |
| 11   | Aéroport international de Denver                     | Denver, Colorado, États-Unis                              | DEN              | 49 863 352          | 10        |             |
| 12   | Aéroport d'Amsterdam Schiphol                        | Amsterdam, Pays-Bas                                       | AMS              | 47 794 994          | 11        |             |
| 13   | Aéroport international de New York-John F. Kennedy   | New York, État de New York, États-Unis                    | JFK              | 47 716 941          | 16        |             |
| 14   | Aéroport international de Hong Kong                  | New Territories, Hong Kong, République populaire de Chine | HKG              | 47 042 419          | 14        |             |
| 15   | Aéroport international McCarran                      | Las Vegas, Nevada, États-Unis                             | LAS              | 46 961 011          | 13        |             |
| 16   | Aéroport intercontinental George-Bush de Houston     | Houston, Texas, États-Unis                                | IAH              | 42 998 040          | 17        |             |
| 17   | Aéroport international Sky Harbor de Phoenix         | Phoenix (Arizona)                                         | (PHX)            | 42 814 515          | 18        |             |
| 18   | Aéroport international de Bangkok                    | Bangkok                                                   | (BKK)            | 41 210 081          | 19        |             |
| 19   | Aéroport international de Singapour                  | Singapour                                                 | (SIN)            | 36 701 556          | 20        |             |
| 20   | Aéroport international d'Orlando                     | Orlando (Floride)                                         | (MCO)            | 36 480 416          | 21        |             |
| 21   | Aéroport international Newark Liberty                | Newark (New Jersey)                                       | (EWR)            | 36 367 240          | 22        |             |
| 22   | Aéroport métropolitain de Détroit                    | Détroit (Michigan)                                        | (DTW)            | 35 983 478          | 23        |             |
| 23   | Aéroport international de San Francisco              | San Francisco (Californie)                                | (SFO)            | 35 792 707          | 24        |             |
| 24   | Aéroport international de Narita                     | Tokyo-Narita                                              | (NRT)            | 35 478 146          | 25        |             |
| 25   | Aéroport de Londres-Gatwick                          | Londres                                                   | (LGW)            | 35 218 374          | 26        |             |
| 26   | Aéroport international de Minneapolis-Saint-Paul     | Minneapolis (MN)                                          | (MSP)            | 35 157 322          | 27        |             |
| 27   | Aéroport international de Dubaï                      | Dubaï                                                     | (DXB)            | 34 348 110          | 28        |             |
| 28   | Aéroport international Franz-Josef-Strauss de Munich | Munich, Bavière, Allemagne                                | MUC              | 33 959 422          | 29        |             |
| 29   | Aéroport international de Miami                      | Miami (Floride)                                           | (MIA)            | 33 740 416          | 30        |             |
| 30   | Aéroport international Charlotte-Douglas             | Charlotte (Caroline du Nord)                              | (CLT)            | 33 165 688          | 31        |             |

## Classement 2006[7]
| Rang | Aéroport                                             | Situation                                                 | Code (IATA/ICAO) | Nombre de Passagers | Évolution | % Évolution |
| ---- | ---------------------------------------------------- | --------------------------------------------------------- | ---------------- | ------------------- | --------- | ----------- |
| 1    | Aéroport international Hartsfield-Jackson            | Atlanta, Géorgie, États-Unis                              | ATL              | 84 846 639          | 1         | -1,2 %      |
| 2    | Aéroport international O'Hare de Chicago             | Chicago, Illinois, États-Unis                             | ORD              | 76 282 576          | 2         | -0,3 %      |
| 3    | Aéroport de Londres-Heathrow                         | Londres, Royaume-Uni                                      | LHR              | 67 530 197          | 3         | -0,6 %      |
| 4    | Aéroport international de Tokyo-Haneda               | Tokyo, Japon                                              | HND              | 66 089 277          | 4         | +4,4 %      |
| 5    | Aéroport international de Los Angeles                | Los Angeles, Californie, États-Unis                       | LAX              | 61 040 674          | 5         | -0,7 %      |
| 6    | Aéroport international de Dallas-Fort Worth          | Dallas/Fort Worth, Texas, États-Unis                      | DFW              | 60 226 829          | 6         | +1,8 %      |
| 7    | Aéroport Paris-Charles-de-Gaulle                     | Roissy (dessert la ville de Paris), France                | CDG              | 56 849 567          | 7         | +5,7 %      |
| 8    | Aéroport de Francfort                                | Francfort, Hesse, Allemagne                               | FRA              | 52 810 683          | 8         | +1,1 %      |
| 9    | Aéroport international de Pékin                      | Pékin, République populaire de Chine                      | PEK              | 48 654 685          | 15 (+6)   | +18,7 %     |
| 10   | Aéroport international de Denver                     | Denver, Colorado, États-Unis                              | DEN              | 47 326 506          | 10        | +9,1 %      |
| 11   | Aéroport d'Amsterdam Schiphol                        | Amsterdam, Pays-Bas                                       | AMS              | 46 065 719          | 9 (-3)    | +4,4 %      |
| 12   | Aéroport international de Madrid-Barajas             | Madrid, Espagne                                           | MAD              | 45 769 971          | 12 (-1)   | +8,7 %      |
| 13   | Aéroport international McCarran                      | Las Vegas, Nevada, États-Unis                             | LAS              | 45 519 311          | 10 (-1)   | +3,5 %      |
| 14   | Aéroport international de Hong Kong                  | New Territories, Hong Kong, République populaire de Chine | HKG              | 43 858 230          | 16 (+2)   | +8,9 %      |
| 15   | Bangkok International Airport                        | Bangkok, Thaïlande                                        | BKK              | 42 800 437          | 18 (+3)   | +9,8 %      |
| 16   | Aéroport international de New York-John F. Kennedy   | New York, État de New York, États-Unis                    | JFK              | 42 629 283          | 13 (-2)   | +1,7 %      |
| 17   | Aéroport intercontinental George-Bush de Houston     | Houston, Texas, États-Unis                                | IAH              | 42 550 432          | 17 (+1)   | +7,1 %      |
| 18   | Aéroport international Sky Harbor de Phoenix         | Phoenix, Arizona, États-Unis                              | PHX              | 41 436 498          | 14 (-4)   | +0,5 %      |
| 19   | Aéroport métropolitain de Détroit                    | Détroit, Michigan, États-Unis                             | DTW              | 35 972 673          | 20 (+1)   | -1,1 %      |
| 20   | Aéroport international Newark Liberty                | Newark, New Jersey, États-Unis                            | EWR              | 35 634 699          | 22 (+1)   | +4,7 %      |
| 21   | Aéroport international de Minneapolis-Saint-Paul     | Minneapolis, Minnesota, États-Unis                        | MSP              | 35 612 133          | 19 (-1)   | -5,3 %      |
| 22   | Aéroport international de Changi                     | Changi, Singapour                                         | SIN              | 35 033 083          | 25 (+3)   | +8,0 %      |
| 23   | Aéroport international de Narita                     | Tokyo, Japon                                              | NRT              | 34 975 225          | 27        | +11,3 %     |
| 24   | Aéroport international d'Orlando                     | Orlando, Floride, États-Unis                              | MCO              | 34 640 451          | 21 (-2)   | +1,5 %      |
| 25   | Aéroport de Londres-Gatwick                          | Surrey/Sussex de l'Ouest, Royaume-Uni                     | LGW              | 34 172 492          | 24        | +4,2 %      |
| 26   | Aéroport international de San Francisco              | San Francisco, Californie, États-Unis                     | SFO              | 33 581 412          | 23 (-2)   | +0,6 %      |
| 27   | Aéroport international de Miami                      | Miami, Floride, États-Unis                                | MIA              | 32 533 974          | 28 (+2)   | +4,9 %      |
| 28   | Aéroport international de Philadelphie               | Philadelphie, Pennsylvanie, États-Unis                    | PHL              | 31 768 272          | 26 (-2)   | +0,9 %      |
| 29   | Aéroport international Pearson de Toronto            | Toronto, Ontario, Canada                                  | YYZ              | 30 794 980          | 29        | +2,9 %      |
| 30   | Aéroport international Franz-Josef-Strauss de Munich | Munich, Bavière, Allemagne                                | MUC              | 30 757 978          | N/A       | +7,5 %      |